# Прибельский (Кармаскалинский район)
Прибе́льский (баш. Прибельский) — село в Кармаскалинском районе Башкортостана, административный центр Прибельского сельсовета.

## История
Становление поселка началось с 1942 года и связано со строительством сахарного завода. По распоряжению Наркомпищепрома СССР принято решение о строительстве в Башкирии первого сахарного завода.  31 декабря 1950 года была получена первая продукция Карламанского сахарного завода. Вместе с заводом строился новый населенный пункт — поселок Сахарный Завод. В 1951 году введены в строй средняя школа на 400 мест, 13 жилых домов, детский сад на 60 мест, хлебопекарня-столовая, главный заводской корпус, насосная станция, обустроено кагатное поле, заложено подсобное хозяйство. В 1952 году завершено строительство Карламанского молочно-консервного комбината. Первой улицей в поселке была улица Чапаева. 14 марта 1961 года поселок Сахарный завод переименован в Прибельский.
До 2005 года населенный пункт имело статус посёлка городского типа.

## Население
| 1970 | 1979  | 1989  | 2002  | 2009  | 2010  | 2021  |
| ---- | ----- | ----- | ----- | ----- | ----- | ----- |
| 5304 | ↘4386 | ↘4148 | ↗4959 | ↘4916 | ↘4859 | ↘4241 |

Согласно переписи 2020 года, преобладающая национальность — татары (40,9 %), башкиры (32,1 %), русские (24,1 %).

## Географическое положение
Расположен на левом берегу реки Белой, в 5 км от железнодорожной станции Сахарозаводской Куйбышевской железной дороги (на линии Уфа — Оренбург).
Расстояние до:
- столицы Республики Башкортостан (Уфа): 75 км,
- районного центра (Кармаскалы): 24 км,
- ближайшей ж/д станции (Сахарозаводской): 5 км.

## Промышленность
Предприятия посёлка занимаются переработкой сельскохозяйственной продукции:
- Карламанский сахарный завод (не работает),
- Карламанский молочноконсервный комбинат производительностью 22 млн банок молочных консервов, 400 тонн животного масла, 1400 тонн цельномолочной продукции в год.

## Религия
В селе есть мечеть и православная церковь Всех Святых.